# Bighilin
Bighilin – wieś w Rumunii, w okręgu Prahova, w gminie Bucov. W 2011 roku liczyła 128 mieszkańców.